# Harlan Coben's Shelter
Harlan Coben's Shelter är en amerikansk kriminal- och dramaserie vars första säsong hade premiär den 18 augusti 2023 på Amazon Prime Video. Första säsongen består av åtta avsnitt. Serien är baserad på Harlan Cobens roman med samma namn. Coben har även medverkat i seriens manusskrivande.

## Handling
Serien kretsar kring  Mickey Bolitar, som efter sin pappas plötsliga död startar ett nytt liv i New Jersey. När en student plötsligt försvinner dras Mickey tillsammans med sina nya vänner Spoon och Ema in i ett äventyr.

## Rollista (i urval)
- Jaden Michael – Mickey Bolitar
- Constance Zimmer – Shira Bolitar
- Abby Corrigan – Ema Winslow
- Sage Linder – Rachel Caldwell
- Didi Conn – Mrs. Friedman
- Lee Aaron Rosen – Chief Taylor